# Elisabeth van Waldeck
Elisabeth van Waldeck († vóór 22 juni 1385), Duits: Elisabeth Gräfin von Waldeck, was een gravin uit het Huis Waldeck en door huwelijk gravin van Nassau-Hadamar.

## Biografie
Elisabeth was de dochter van graaf Hendrik IV van Waldeck en Adelheid van Kleef, dochter van graaf Diederik VI van Kleef en Margaretha van Gelre en Zutphen. Elisabeth huwde vóór 1331 met graaf Johan van Nassau-Hadamar, de tweede zoon van graaf Emico I van Nassau-Hadamar en Anna van Neurenberg.
Johan volgde in 1334 zijn vader op en liet sinds 1337 zijn broer Emico II aan de regering deelnemen. Johan zette allereerst de verwervingspolitiek van zijn vader voort. Vanaf ongeveer 1348 werd Johans regering echter vooral door verkopen, verpandingen en beleningen van zijn bezittingen bepaald, die hij uit geldnood ondernam. Oorzaak van zijn financiële moeilijkheden waren de talrijke vetes waaraan hij deelnam en die meestal alleen maar geld kostten. Ook zijn partijkeuze voor de latere keizer Karel IV tegen keizer Lodewijk IV ‘de Beier’ en daarna tegen Günther XXI van Schwarzburg was uiteindelijk in financieel opzicht niet lucratief.
Johan overleed tussen tussen 12 november 1364 (de datum van zijn testament) en 20 januari 1365 (de datum waarop zijn testament bekrachtigd werd door zijn zoon). Hij werd opgevolgd door zijn zoon Hendrik. Hendrik liet, in ieder geval formeel, zijn jongere broer Emico III aan de regering deelnemen. Hendrik overleed vóór 1369, formeel werd hij opgevolgd door Emico III. Deze was echter zwakzinnig en ongeschikt voor de regering en werd door zijn familie opgesloten in Klooster Arnstein, terwijl zij met landgraaf Hendrik II van Hessen om zijn erfenis streden. Rupert van Nassau-Sonnenberg, gehuwd met Emico's zuster Anna, werd zijn voogd en nam de regering in Nassau-Hadamar over. Tegelijkertijd maakte echter ook Emico's achterneef Johan I van Nassau-Siegen, de senior van de Ottoonse Linie, erfaanspraken op Nassau-Hadamar. Uiterlijk in 1371 kwam het tot een openlijke breuk tussen Rupert en Johan. Tijdens de daaropvolgende veertien jaar bestreden beiden elkaar in jarenlange vetes, die slechts tweemaal (in 1374 en 1382) na door derden bemiddelde kortdurende overeenkomsten onderbroken werden. Een op 22 juni 1385 door bemiddeling van de Rijnlandse stedenbond tot stand gekomen overeenkomst, die de overeenkomsten van 1374 en 1382 in alle wezenlijke zaken bekrachtigde, hield een tijdlang stand. In die overeenkomst wordt Elisabeth als overleden vermeld.

## Kinderen
Uit het huwelijk van Elisabeth en Johan werden de volgende kinderen geboren:
1. Emico ‘der Ältere’ (1331 – 8 juni 1343).
2. Emico ‘der Jüngere’ († 24 februari 1358), was kanunnik van de Dom van Mainz sinds 1357.
3. Helena († 1344).
4. Johan († 23 februari 1362), bezegelde met zijn vader op 10 mei 1361 de beschrijving van het weduwengoed van zijn moeder, zodat hij op die datum zonder twijfel meerderjarig was, overleed ongehuwd.
5. Hendrik († vóór 1369), volgde zijn vader op.
6. Emico III († na 21 juni 1394), volgde zijn broer op.
7. Anna († 21 januari 1404), huwde eerst vóór 8 november 1362 met graaf Rupert ‘de Krijgshaftige’ van Nassau-Sonnenberg (ca. 1340 – 4 september 1390), en hertrouwde vóór 11 januari 1391 met graaf Diederik VIII van Katzenelnbogen († 17 februari 1402).
8. Elisabeth († 18 december 1413), was abdis van het Sticht Essen sinds 26 maart 1370.
9. Elichin († na 1405, vóór 1416), huwde vóór 12 november 1364 met graaf Frederik VII van Castell († Slot Großlangheim, 3 oktober 1376).
10. Adelheid (1345 (?) – na 1 november 1390), huwde vóór 1370 met graaf Willem I van Castell († 1 mei 1399).
11. ? Johan, was monnik te Erbach 1391.
12. ? Margaretha († 26 november 1363), was non in het Sint-Claraklooster te Würzburg.

## Voorouders
| Voorouders van Elisabeth van Waldeck | Voorouders van Elisabeth van Waldeck                                  | Voorouders van Elisabeth van Waldeck                                                  | Voorouders van Elisabeth van Waldeck                                                             | Voorouders van Elisabeth van Waldeck                                                                   | Voorouders van Elisabeth van Waldeck                                                         | Voorouders van Elisabeth van Waldeck                                                         | Voorouders van Elisabeth van Waldeck                                                         | Voorouders van Elisabeth van Waldeck                                                         |
| ------------------------------------ | --------------------------------------------------------------------- | ------------------------------------------------------------------------------------- | ------------------------------------------------------------------------------------------------ | --- | -------------------------------------------------------------------------------------------- | -------------------------------------------------------------------------------------------- | -------------------------------------------------------------------------------------------- | -------------------------------------------------------------------------------------------- |
| Betovergrootouders                   | Albrecht I van Schwalenberg (?–1270) ⚭ Sophia (?–vóór 1254)           | Godfried III van Arnsberg (?–1282) ⚭ vóór 1238 Adelheid van Blieskastel (?–vóór 1272) | Hendrik II ‘de Edelmoedige’ van Brabant (ca. 1207–1248) ⚭ 1241 Sophia van Thüringen (1224–1275)  | Otto I ‘het Kind’ van Brunswijk en Lüneburg (1204–1252) ⚭ 1228 Mathilde van Brandenburg (1206/15–1261) | Diederik IV ‘Nust’ van Kleef (?–1260) ⚭ ca. 1226 Hedwig van Meißen (?–1250)                  | Hendrik van Sponheim (–ca. 1258) ⚭ 1230 Agnes van Valkenburg en Heinsberg (?–1267)           | Gerhard III van Gelre en Zutphen (ca. 1185–1229) ⚭ 1206 Margaretha van Brabant (?–1231)      | Simon van Dammartin (?–1239) ⚭ 1208 Maria van Ponthieu (1199–1250)                           |
| Overgrootouders                      | Hendrik III van Waldeck (?–1267) ⚭ Mechtild van Arnsberg (?–na 1298)  | Hendrik III van Waldeck (?–1267) ⚭ Mechtild van Arnsberg (?–na 1298)                  | Hendrik I ‘het Kind’ van Hessen (1244–1308) ⚭ vóór 1263 Adelheid van Brunswijk-Lüneburg (?–1274) | Hendrik I ‘het Kind’ van Hessen (1244–1308) ⚭ vóór 1263 Adelheid van Brunswijk-Lüneburg (?–1274)       | Diederik V van Kleef (ca. 1226–1275) ⚭ 1255 Aleidis van Heinsberg (?–na 1303)                | Diederik V van Kleef (ca. 1226–1275) ⚭ 1255 Aleidis van Heinsberg (?–na 1303)                | Otto II ‘de Lamme’ van Gelre en Zutphen (?–1271) ⚭ 1252/54 Filippa van Dammartin (?–1277/81) | Otto II ‘de Lamme’ van Gelre en Zutphen (?–1271) ⚭ 1252/54 Filippa van Dammartin (?–1277/81) |
| Grootouders                          | Otto I van Waldeck (?–1305) ⚭ vóór 1276 Sophia van Hessen (?–na 1331) | Otto I van Waldeck (?–1305) ⚭ vóór 1276 Sophia van Hessen (?–na 1331)                 | Otto I van Waldeck (?–1305) ⚭ vóór 1276 Sophia van Hessen (?–na 1331)                            | Otto I van Waldeck (?–1305) ⚭ vóór 1276 Sophia van Hessen (?–na 1331)                                  | Diederik VI van Kleef (1256/57–1305) ⚭ vóór 1279 Margaretha van Gelre en Zutphen (?–1282/87) | Diederik VI van Kleef (1256/57–1305) ⚭ vóór 1279 Margaretha van Gelre en Zutphen (?–1282/87) | Diederik VI van Kleef (1256/57–1305) ⚭ vóór 1279 Margaretha van Gelre en Zutphen (?–1282/87) | Diederik VI van Kleef (1256/57–1305) ⚭ vóór 1279 Margaretha van Gelre en Zutphen (?–1282/87) |
| Ouders                               | Hendrik IV van Waldeck (?–1348) ⚭ 1306 Adelheid van Kleef (?–na 1320) | Hendrik IV van Waldeck (?–1348) ⚭ 1306 Adelheid van Kleef (?–na 1320)                 | Hendrik IV van Waldeck (?–1348) ⚭ 1306 Adelheid van Kleef (?–na 1320)                            | Hendrik IV van Waldeck (?–1348) ⚭ 1306 Adelheid van Kleef (?–na 1320)                                  | Hendrik IV van Waldeck (?–1348) ⚭ 1306 Adelheid van Kleef (?–na 1320)                        | Hendrik IV van Waldeck (?–1348) ⚭ 1306 Adelheid van Kleef (?–na 1320)                        | Hendrik IV van Waldeck (?–1348) ⚭ 1306 Adelheid van Kleef (?–na 1320)                        | Hendrik IV van Waldeck (?–1348) ⚭ 1306 Adelheid van Kleef (?–na 1320)                        |